# 42-я пехотная дивизия (Российская империя)
42-я пехотная дивизия — пехотное соединение в составе российской императорской армии
Штаб дивизии: Киев. С 1910 года входила в 9-й армейский корпус.

## История

### Формирование
Дивизия образована 1 января 1898 года путем переформирования 42-й пехотной резервной бригады. Вошла в состав вновь сформированного 21-го армейского корпуса.

### Боевые действия
Действовала в Рава-Русской операции 1914 г. Дивизия — участница Люблин-Холмского сражения 9 — 22 июля 1915 г. В октябре 1915 г. действовала на р. Щара. Действовала в Барановичской операции 1916 г.

## Состав дивизии
- 1-я бригада (Киев)
  - 165-й пехотный Луцкий полк
  - 166-й пехотный Ровненский полк
- 2-я бригада (Киев)
  - 167-й пехотный Острожский полк
  - 168-й пехотный Миргородский полк
- 42-я артиллерийская бригада (Бердичев)

## Командование дивизии
(Командующий в дореволюционной терминологии означал временно исполняющего обязанности начальника или командира. Должности начальника дивизии соответствовал чин генерал-лейтенанта, и при назначении на эту должность генерал-майоров они, как правило, оставались командующими до момента своего производства в генерал-лейтенанты).

### Начальники дивизии
- 01.01.1898 — 22.06.1904 — генерал-майор (с 06.12.1898 генерал-лейтенант) Прескотт, Александр Эдуардович
- 10.06.1904 — 08.02.1906 — генерал-майор (c 06.12.1904 генерал-лейтенант) Эверт, Аполлон Ермолаевич
- 26.02.1906 — 30.06.1907 — генерал-лейтенант Мартсон, Фёдор Владимирович
- 06.07.1907 — 29.01.1913 — генерал-лейтенант Епанчин, Николай Алексеевич
- 29.01.1913 — 23.04.1915 — генерал-лейтенант Роде, Готлиб-Павел-Вильгельм Карлович
- 23.04.1915 — 10.05.1915 — генерал-лейтенант Гаитенов, Валериан Михайлович
- 04.09.1915 — 18.04.1917 — генерал-майор (с 19.11.1916 генерал-лейтенант) Ельшин, Александр Яковлевич
- 18.04.1917 — 19.06.1917 — генерал-лейтенант Баиов, Алексей Константинович
- 11.08.1917 — хх.хх.1917 — командующий генерал-майор Пиотровский, Эдуард Францевич
- хх.хх.1917 — хх.хх.1918 — командующий генерал-майор Ходаковский, Николай Николаевич

### Начальники штаба дивизии
- 25.01.1898 — 07.05.1901 — полковник Долгов, Дмитрий Александрович
- 24.10.1901 — 20.09.1904 — полковник Драгомиров, Владимир Михайлович
- 21.06.1905 — 28.11.1907 — полковник Карцов, Евгений Петрович
- 04.12.1907 — 30.01.1909 — полковник Лукомский, Александр Сергеевич
- 13.01.1909 — 17.06.1911 — полковник Гаврилов, Виктор Иванович
- 24.06.1911 — 27.07.1914 — полковник Зайченко, Захарий Иванович
- 14.09.1914 — 25.08.1915 — и. д. полковник Якимович, Александр Александрович
- 10.09.1915 — 13.05.1916 — и. д. полковник Вицентьев, Павел Кузьмич
- 18.05.1916 — хх.01.1918 — и. д. подполковник Сулейман, Николай Александрович

### Командиры 1-й бригады
После начала Первой мировой войны в дивизии была оставлена должность только одного бригадного командира, именовавшегося командиром бригады 42-й пехотной дивизии.
- 14.01.1898 — 31.12.1899 — генерал-майор Рехенберг, Николай Александрович
- 08.01.1900 — 18.01.1901 — генерал-майор князь Путятин, Алексей Петрович
- 09.02.1901 — 25.01.1907 — генерал-майор Грозмани, Евгений Иосифович
- 14.02.1907 — 03.10.1907 — генерал-майор Бубнов, Владимир Иванович
- 14.10.1907 — 19.12.1908 — генерал-майор Саввич, Сергей Сергеевич
- 08.01.1909 — 12.10.1911 — генерал-майор Федотов, Михаил Демьянович
- 12.11.1911 — 09.05.1914 — генерал-майор Розеншильд фон Паулин, Анатолий Николаевич
- 09.05.1914 — 19.07.1914 — генерал-майор Альфтан, Владимир Алексеевич
- 29.07.1914 — 20.01.1915 — генерал-майор Савич-Заблоцкий, Генрих Александрович
- 20.01.1915 — 15.04.1915 — генерал-майор Мельгунов, Михаил Эрастович
- 23.04.1915 — 18.04.1917 — генерал-майор Энвальд, Евгений Васильевич
- 22.04.1917 — 11.08.1917 — генерал-майор Пиотровский, Эдуард Францевич
- 22.08.1917 — хх.хх.1917 — полковник (с 23.11.1917 генерал-майор) Ходаковский, Николай Николаевич

### Командиры 2-й бригады
- 14.01.1898 — 28.07.1901 — генерал-майор Немыский, Александр Карлович
- 16.08.1901 — 21.11.1908 — генерал-майор Свидзинский, Эдмунд-Леопольд Фердинандович
- 21.11.1908 — 02.05.1913 — генерал-майор Абаканович, Павел Константинович
- 02.05.1913 — 19.07.1914 — генерал-майор Баранов, Пётр Михайлович

### Командиры 42-й артиллерийской бригады
Бригада сформирована 17 января 1897 года.
В 1910 году 42-я арт. бригада была переименована в 44-ю, а 44-я — в 42-ю.
- 01.10.1897 — 20.11.1897 — генерал-майор Шукевич, Людвиг-Северин Иванович
- 20.11.1897 — 02.11.1899 — генерал-майор Ярошев, Владимир Николаевич
- 29.12.1899 — 27.02.1903 — полковник (с 09.04.1903 генерал-майор) Бабакин, Александр Феофилович
- 28.03.1903 — 18.01.1905 — генерал-майор Фаленберг, Фёдор Петрович
- 02.03.1905 — 30.05.1907[6] — полковник (с 22.04.1907 генерал-майор) Арбузов, Пётр Михайлович
- 13.06.1907 — хх.хх.1910 — полковник (с 30.07.1907 генерал-майор) Гаспарини, Юстиниан Леопольдович
- хх.хх.1910 — 18.02.1912 — генерал-майор Костылёв, Николай Павлович
- 23.03.1912 — 19.04.1915 — генерал-майор Клейненберг, Иван Юльевич
- 19.04.1915 — 28.04.1917 — полковник (с 02.02.1916 генерал-майор) Бенуа, Александр Михайлович
- 31.05.1917 — хх.хх.хххх — генерал-майор Калачевский, Александр Константинович